# Aiura
Aiura is een geslacht van sluipwespen. Het is een van de ongeveer 70 geslachten uit de onderfamilie Campopleginae van de gewone sluipwespen of Ichneumonidae.

## Soorten
- A. miri Onody & Penteado-Dias, 2006
- A. turu Onody & Penteado-Dias, 2006